# Municipio de Oakland (condado de Mahnomen)
El municipio de Oakland (en inglés: Oakland Township) es un municipio ubicado en el condado de Mahnomen en el estado estadounidense de Minnesota. En el año 2010 tenía una población de 295 habitantes y una densidad poblacional de 3,21 personas por km².

## Geografía
El municipio de Oakland se encuentra ubicado en las coordenadas 47°11′27″N 95°44′45″O / 47.19083, -95.74583. Según la Oficina del Censo de los Estados Unidos, el municipio tiene una superficie total de 91.78 km², de la cual 84,36 km² corresponden a tierra firme y (8,08 %) 7,42 km² es agua.

## Demografía
Según el censo de 2010, había 295 personas residiendo en el municipio de Oakland. La densidad de población era de 3,21 hab./km². De los 295 habitantes, el municipio de Oakland estaba compuesto por el 53,9 % blancos, el 33,9 % eran amerindios y el 12,2 % eran de una mezcla de razas. Del total de la población el 1,36 % eran hispanos o latinos de cualquier raza.